# Oblężenie Ma’arratu
Oblężenie Ma’arratu – oblężenie Ma’arratu przez krzyżowców w 1098 roku, podczas I wyprawy krzyżowej. Miasto, współcześnie znane jako Ma’arrat an-Numan, zostało zaatakowane przez wojska pod wodzą Rajmunda z Tuluzy, Roberta z Flandrii i Boemunda z Tarentu. Oblężenie jest znane przede wszystkim z aktów kanibalizmu, jakich mieli dopuścić się chrześcijanie. Wieści o tych wydarzeniach rozeszły się wśród muzułmanów, wpływając na ich wyobrażenie łacinników.

## Sytuacja krzyżowców po zdobyciu Antiochii
Po zdobyciu Antiochii wojska krzyżowe zaczęły najeżdżać okoliczne wsie i miasta w poszukiwaniu pożywienia. Było to spowodowane tym, że ich linie zaopatrzenia były mocno rozciągnięte, a dodatkowo narażone na ataki Turków i Arabów, co skutkowało poważnymi brakami. W lipcu 1098 roku, Rajmund Pilet, służący w oddziałach Rajmunda z Tuluzy, wyprawił się na Ma’arrat. Tamtejszy garnizon był jednak liczniejszy od jego sił i bez problemu odparł atak, dodatkowo zadając uczestnikom krucjaty ciężkie straty. Mimo to, krzyżowcy zdecydowali się na ponowne uderzenie, tym razem dużymi siłami. Ich celem było zabezpieczenie sobie drogi do Jerozolimy, a także zdobycie zapasów żywności.

## Oblężenie
Załoga Ma’arratu składała się w większości z lokalnej milicji, ludzi na co dzień nie zajmujących się wojaczką i niemających żadnego doświadczenia. Jednak mając w pamięci nieudaną ekspedycję Rajmunda Pileta, muzułmanie byli pewni, iż uda im się obronić miasto. Ich pewność zwiększał fakt, iż chroniły ich potężne mury oraz fosa. Kolejnym czynnikiem przemawiającym na korzyść obrońców była szczupłość posiadanych przez krzyżowców zapasów – nie mogli sobie pozwolić na zbyt długie oblężenie, zwłaszcza, że zbliżała się zima.
27 listopada Rajmund z Tuluzy i Robert z Flandrii stanęli ze swoimi wojskami pod murami Ma’arratu i już następnego dnia podjęli próbę zdobycia miasta szturmem, jednak bez powodzenia. Wkrótce dołączył do nich Boemund ze swoimi rycerzami. Połączone siły krzyżowców ponownie spróbowały wziąć miasto szturmem, co znów skończyło się fiaskiem, a muzułmanie przystąpili do ostrzeliwania ich pozycji z katapult, miotając kamienie, strzały, ogień, a nawet ule z pszczołami i wapno. W tej sytuacji, baronowie zdecydowali się przystąpić do regularnego oblężenia. Mimo że Ma’arrat zostało otoczone szczelnym pierścieniem, przez dwa tygodnie nie poczyniono żadnego postępu. Krzyżowcy postanowili zbudować machiny oblężnicze. Zaczęli przetrząsać całą okolicę w celu zdobycia niezbędnego drewna. Zabrakło żywności, a całe grupy wojowników poczęły opuszczać swoje stanowiska, udając się na poszukiwanie jedzenia.
Ostatecznie, ludzie Rajmunda zdołali zbudować beluardę, której dowodzenie objął Wilhelm z Montpelier, i z pomocą której, w dniu 11 grudnia przystąpili do szturmu. Podciągnęli ją pod jedną z baszt miejskich, ale próba dostania się na mury obronne nie powiodła się. Jednak pod osłoną tej machiny, krzyżowcy zdołali dokonać podkopu pod sąsiadujący z basztą odcinek muru. Wieczorem mur się zawalił i część piechoty wdarła się do miasta, przystępując do rabunku.
Tymczasem Boemund, któremu nie w smak był sukces żołnierzy Rajmunda, posunął się do podstępu, stosując ten sam fortel, który udał mu się w Antiochii. Ogłosił przez swojego herolda, że jeśli miasto skapituluje i odda się w jego ręce, zagwarantuje życie wszystkim obrońcom, którzy schronią się w budynku w pobliżu bramy głównej, i weźmie ich pod opiekę. Nocą walki ustały, gdyż mieszkańcy Ma'arratu byli już świadomi swojej klęski. Widząc wyłomy w fortyfikacjach, wielu z nich zabarykadowało się w domach, ofiarując zapłacenie haraczu, jeśli krzyżowcy darują im życie, a spora część schroniła się w budynku, który wskazał Boemund. Rankiem 12 grudnia, chrześcijanie wdarli się do miasta, zabijając większość mieszkańców, łupiąc i paląc domy. Boemund starał się zapobiec masakrze, jednak nie zdołał opanować swoich żołnierzy, do tego nie mógł rozkazywać wojskom pozostałych baronów. W efekcie, mężczyźni, którzy oddali się pod jego opiekę, zostali wymordowani, a kobiety i dzieci sprzedano w niewolę.
Zdobycie Ma’arratu wzmocniło napięcia pomiędzy południowymi Francuzami Rajmunda a Normanami Boemunda. Przez cały czas trwania oblężenia, obie strony nieustannie rywalizowały ze sobą o zdobycze. Rajmund uważał, że większość łupów powinna przypaść jemu, ponieważ to jego oddziały zbudowały beluardę i dokonały podkopu, ale w rzeczywistości prawie wszystkie zdobycze zagarnął Boemund, który otrzymał haracz od wielu mieszkańców Ma’arratu. W tej sytuacji, hrabia Tuluzy zażądał oddania mu miasta, które chciał podporządkować biskupowi Albary. Boemund oświadczył na to, że nie wyprowadzi swych wojsk z Ma'arratu, póki oddziały Rajmunda nie opuszczą Antiochii. W armii rosło niezadowolenie. Zwykli żołnierze chcieli czym prędzej wyruszyć do Jerozolimy. 24 grudnia, po długich kłótniach obu baronów, przedstawiciele wojska oświadczyli Rajmundowi, że jeśli zorganizuje wymarsz armii na południe, żołnierze uznają go za wodza całej krucjaty. Rajmundowi od samego początku najbardziej zależało na zostaniu głównym przywódcą krzyżowców, przyjął przeto tę ofertę i już kilka dni później wymaszerował z Ma’arratu z całymi siłami, a miasto otrzymał biskup Albary. Wojownicy Rajmunda opuścili Antiochię, która w całości przypadła Boemundowi. Obaj baronowie byli zadowoleni z takiego obrotu spraw.

## Przypadki kanibalizmu
Ma’arrat okazał się nie być tak zasobny jak przypuszczali krzyżowcy, w związku z czym nadal cierpieli na brak zapasów, przede wszystkim żywności. Kiedy przywódcy krucjaty przebywali w Rugii, debatując nad kwestią dowodzenia w dalszej wyprawie, pozostawieni w Ma’arracie żołnierze głodowali. Ciężka sytuacja zmusiła ich do jedzenia ciał zabitych muzułmanów.
Kronikarz, Radulf z Caen napisał:

Niektórzy ludzie mówią że zmuszeni brakiem żywności, gotowali dorosłych pogan a dzieci nadziewali na włócznie i smażyli nad ogniem.

O wydarzeniach tych pisał również Fulcher z Chartres:

Drżę na samą myśl by powiedzieć, że niektórzy z naszych ludzi, opętani szaleństwem głodu, odcinali kawałki mięsa z pośladków zabitych Saracenów których gotowali.

Trzecim źródłem traktującym o wydarzeniach z Ma’arrat są prace Alberta z Akwizgranu, który napisał:

Chrześcijanie nie jedli tylko Turków czy Saracenów, ale nawet psy (...)